# Османське бароко
Османське бароко, також відоме як Турецьке бароко, було періодом в османській архітектурі XIII століття та початку XIX століття, який зазнав впливу європейського бароко. Передуючи змінам Доби тюльпанів та архітектурі Доби тюльпанів, цей стиль ознаменував значний відхід від класичного стилю османської архітектури і ввів нові декоративні форми у переважно традиційні османські типи будівель. Він виник у 1740-х роках за часів правління Махмуда І (1730–1754), а його найважливішою ранньою пам'яткою стала мечеть Нуруосманіє, завершена у 1755 році. Пізніше, у XIII столітті, з'явилися нові типи будівель, засновані на європейських впливах. Останні, повністю барокові пам'ятки, такі як мечеть Нусретіє, були побудовані Махмудом II (1808–1839) на початку XIX століття, але в цей період з'явилися нові стилі під європейським впливом, які згодом витіснили бароко.
Архітекторами, що творили в цьому стилі, були Бальяни, а також Мехмед Тахір Ага. Яскравим представником цього напряму є двоповерховий Палац Кючюксу Каср, який містить зали з величезними вікнами і дзеркалами, кришталевими люстрами та золотим декором.
Характерним елементом архітектури бароко був ліпний орнамент з рослинними (троянди, мальва, гвоздики) і тваринними (равлики, метелики) образами. У бароковому стилі оформлялися також мечеті (Ортакьой) та фонтани. У зовнішньому оздобленні широко застосовувався мармур.

## Галерея

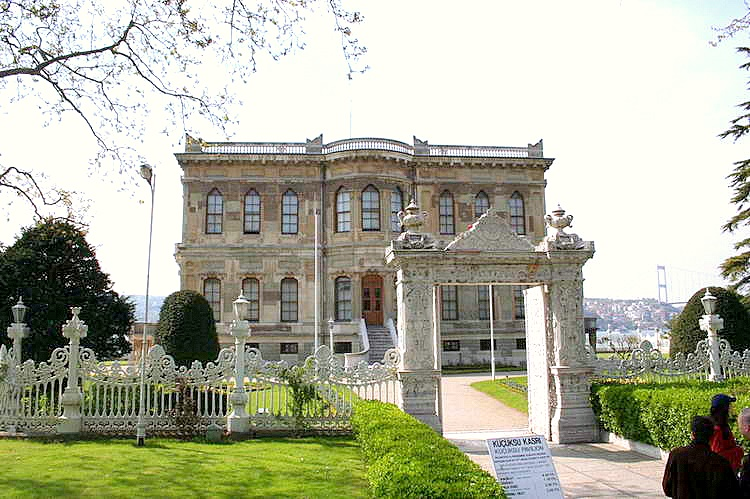
Палац Кючюксу, архітектори брати Бальяни (Стамбул, 1857)